# R. Kelly/Auszeichnungen für Musikverkäufe

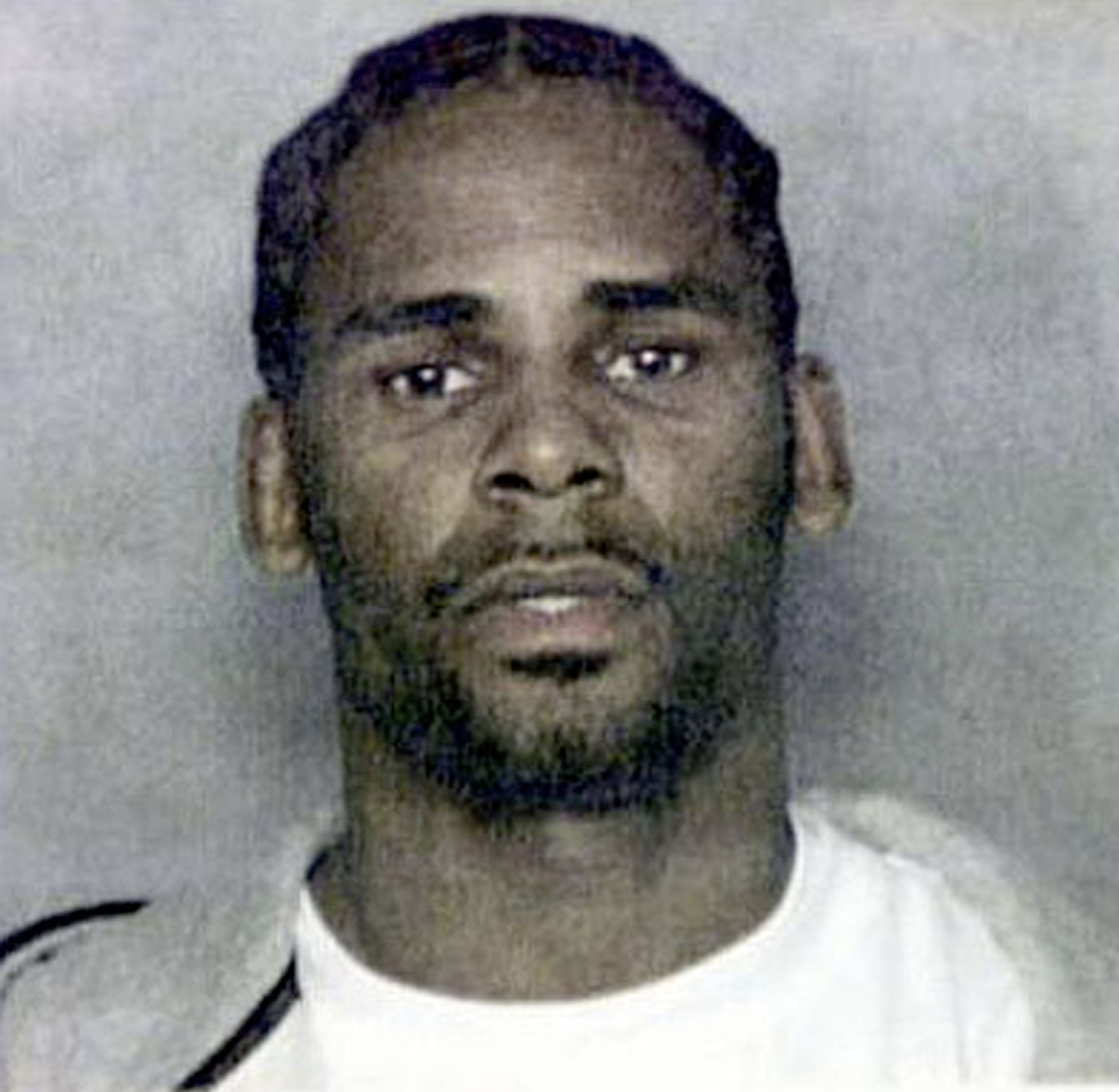
R. Kelly (2003)

Dies ist eine Übersicht über die Auszeichnungen für Musikverkäufe des US-amerikanischen Soul-, R&B-, Hip-Hop- und Pop-Sängers R. Kelly. Die Auszeichnungen finden sich nach ihrer Art (Gold, Platin usw.), nach Staaten getrennt in chronologischer Reihenfolge, geordnet sowie nach den Tonträgern selbst, ebenfalls in chronologischer Reihenfolge, getrennt nach Medium (Alben, Singles usw.), wieder.

## Auszeichnungen
| - Frankreich - 1997: für die Single I Believe I Can Fly - 2003: für das Album The Best of Both Worlds - Vereinigtes Königreich - 1998: für die Single I’m Your Angel - 2005: für das Album TP-3: Reloaded - 2013: für die Single She’s Got That Vibe - 2016: für die Single Hotel - 2020: für die Autorenbeteiligung Touchin’, Lovin’ (Trey Songz) - 2021: für die Single Wonderful - 2025: für die Single Same Girl - Australien - 1998: für die Single I’m Your Angel - 2005: für die Single Wonderful - 2018: für die Single Same Girl - Belgien - 1995: für die Autorenbeteiligung und Produktion You Are Not Alone (Michael Jackson) - 1997: für die Single I Believe I Can Fly - 1999: für die Single Satisfy You - 2000: für das Album TP-2.com - Brasilien - 2024: für die Single That’s That Shit - Dänemark - 2023: für die Single Back to Sleep - 2024: für die Single Ignition (Remix) - Deutschland - 1995: für die Autorenbeteiligung und Produktion You Are Not Alone (Michael Jackson) - 1997: für die Single I Believe I Can Fly - 1998: für die Single Gotham City - 1999: für das Album R. - 1999: für die Single Satisfy You - 2000: für das Album TP-2.com - 2018: für die Single Do What U Want - 2023: für die Single The World’s Greatest - Frankreich - 1995: für die Autorenbeteiligung und Produktion You Are Not Alone (Michael Jackson) - 2001: für die Single If I Could Turn Back the Hands of Time - Kanada - 1995: für das Album 12 Play - 1996: für das Album R. Kelly - 2013: für die Single Do What U Want - Mexiko - 2014: für die Single Do What U Want - Neuseeland - 1997: für die Single I Believe I Can Fly - 2009: für die Autorenbeteiligung und Produktion You Are Not Alone (Michael Jackson) - 2015: für die Single Do What U Want - 2015: für die Single The World’s Greatest - 2016: für die Single Back to Sleep - 2018: für die Single Bump n’ Grind - 2024: für das Album The Essential R. Kelly - Niederlande - 1997: für das Album R. Kelly - 1997: für die Single I Believe I Can Fly - 2001: für das Album TP-2.com - Norwegen - 1997: für die Single I Believe I Can Fly - 2021: für die Single Do What U Want - Österreich - 1995: für die Autorenbeteiligung und Produktion You Are Not Alone (Michael Jackson) - 1997: für die Single I Believe I Can Fly - 2000: für die Single If I Could Turn Back the Hands of Time - Schweden - 2002: für die Single The World’s Greatest - Schweiz - 1995: für die Autorenbeteiligung und Produktion You Are Not Alone (Michael Jackson) - 1997: für die Single I Believe I Can Fly - 1999: für die Single If I Could Turn Back the Hands of Time - 2000: für das Album R. - 2001: für das Album TP-2.com - Vereinigte Staaten - 1993: für die Single Sex Me (Parts I & II) - 1994: für die Single Your Body’s Callin’ - 1997: für die Single Gotham City - 1999: für die Single Satisfy You - 2001: für die Single If I Could Turn Back the Hands of Time - 2005: für die Single Wonderful - 2007: für die Single Bump n’ Grind (Mastertone) - 2007: für die Single Go Getta - 2011: für das Album Love Letter - 2016: für das Album Black Panties - 2024: für das Lied Juicy Booty - Vereinigtes Königreich - 1994: für das Album 12 Play - 1996: für das Album R. Kelly - 2001: für das Album TP-2.com - 2003: für das Album Chocolate Factory - 2013: für das Album Happy People/U Saved Me - 2016: für die Single Do What U Want - 2020: für das Album The World’s Greatest - 2021: für die Single Bump n’ Grind 2014 - 2023: für die Single Back to Sleep - 2024: für das Album The Essential R. Kelly | - Frankreich - 2000: für das Album R. - 2003: für das Album TP-2.com - Australien - 2003: für die Single Ignition (Remix) - 2009: für die Autorenbeteiligung und Produktion You Are Not Alone (Michael Jackson) - 2019: für die Single Back to Sleep - 2024: für die Single Do What U Want - Belgien - 2000: für das Album R. - Brasilien - 2024: für die Single Do What U Want - Dänemark - 2014: für das Streaming Do What U Want - Deutschland - 2000: für die Single If I Could Turn Back the Hands of Time - Europa - 1996: für die Single You Are Not Alone - 2000: für das Album R. - Italien - 2014: für die Single Do What U Want - Kanada - 2001: für das Album R. - 2001: für das Album TP-2.com - 2024: für die Autorenbeteiligung und Produktion You Are Not Alone (Michael Jackson) - Neuseeland - 2021: für das Album The World’s Greatest - 2024: für die Single Same Girl - 2024: für die Single I’m a Flirt (Remix) - Niederlande - 1999: für die Single If I Could Turn Back the Hands of Time - Schweden - 2000: für die Single If I Could Turn Back the Hands of Time - 2014: für die Single Do What U Want - Vereinigte Staaten - 1993: für das Album Born Into the 90's - 1994: für die Single Bump n’ Grind - 1995: für die Autorenbeteiligung und Produktion You Are Not Alone (Michael Jackson) - 1996: für die Single You Remind Me of Something - 1996: für die Single Down Low (Nobody Has to Know) - 1996: für die Single I Can’t Sleep Baby (If I) - 1997: für die Single I Believe I Can Fly - 1998: für die Single I’m Your Angel - 2002: für das Album The Best of Both Worlds - 2003: für das Album The R. in R&B Collection, Volume 1 - 2004: für das Videoalbum The R. in R&B – The Video Collection - 2004: für das Album Unfinished Business - 2005: für das Album TP-3: Reloaded - 2007: für die Single I’m a Flirt (Remix) - 2007: für das Album Double Up - 2007: für den Mastertone Go Getta - 2008: für das Videoalbum Trapped in the Closet Chapters 13–22 - 2015: für die Single Do What U Want - 2018: für die Autorenbeteiligung Let ’Em Know (Bryson Tiller) - 2020: für die Autorenbeteiligung Touchin’, Lovin’ (Trey Songz) - Vereinigtes Königreich - 1997: für die Single I Believe I Can Fly - 2000: für die Single If I Could Turn Back the Hands of Time - 2000: für das Album R. - 2018: für die Autorenbeteiligung und Produktion You Are Not Alone (Michael Jackson) - 2022: für die Single Bump n’ Grind - 2024: für die Single The World’s Greatest | - Brasilien - 2024: für die Single Wonderful - Niederlande - 2001: für das Album R. - Vereinigte Staaten - 2003: für das Album Chocolate Factory - 2005: für das Videoalbum Trapped in the Closet Chapters 1–12 - Belgien - 2000: für die Single If I Could Turn Back the Hands of Time - Vereinigte Staaten - 2004: für das Album Happy People/U Saved Me - Vereinigtes Königreich - 2014: für das Album The R. in R&B Collection, Volume 1 - 2021: für die Single Ignition (Remix) - Neuseeland - 2022: für die Single Ignition (Remix) - Vereinigte Staaten - 2002: für das Album TP-2.com - 2025: für die Single Back to Sleep - Vereinigte Staaten - 1999: für das Album R. Kelly - Vereinigte Staaten - 2001: für das Album 12 Play - Vereinigte Staaten - 2003: für das Album R. |

## Auszeichnungen nach Alben

### Born into the ’90s
| Land/Region               | Auszeichnungen für Musikverkäufe (Land/Region, Auszeichnung, Verkäufe) | Verkäufe  |
| ------------------------- | ---------------------------------------------------------------------- | --------- |
| Vereinigte Staaten (RIAA) | Platin                                                                 | 1.000.000 |
| Insgesamt                 | 1× Platin ·                                                            | 1.000.000 |

### 12 Play
| Land/Region                  | Auszeichnungen für Musikverkäufe (Land/Region, Auszeichnung, Verkäufe) | Verkäufe  |
| ---------------------------- | ---------------------------------------------------------------------- | --------- |
| Kanada (MC)                  | Gold                                                                   | 50.000    |
| Vereinigte Staaten (RIAA)    | 6× Platin                                                              | 6.000.000 |
| Vereinigtes Königreich (BPI) | Gold                                                                   | 100.000   |
| Insgesamt                    | 2× Gold · 6× Platin ·                                                  | 6.150.000 |

### R. Kelly
| Land/Region                  | Auszeichnungen für Musikverkäufe (Land/Region, Auszeichnung, Verkäufe) | Verkäufe  |
| ---------------------------- | ---------------------------------------------------------------------- | --------- |
| Kanada (MC)                  | Gold                                                                   | 50.000    |
| Niederlande (NVPI)           | Gold                                                                   | 50.000    |
| Vereinigte Staaten (RIAA)    | 5× Platin                                                              | 5.000.000 |
| Vereinigtes Königreich (BPI) | Gold                                                                   | 100.000   |
| Insgesamt                    | 3× Gold · 6× Platin ·                                                  | 5.200.000 |

### R.
| Land/Region                  | Auszeichnungen für Musikverkäufe (Land/Region, Auszeichnung, Verkäufe) | Verkäufe  |
| ---------------------------- | ---------------------------------------------------------------------- | --------- |
| Belgien (BRMA)               | Platin                                                                 | (50.000)  |
| Deutschland (BVMI)           | Gold                                                                   | (250.000) |
| Europa (IFPI)                | Platin                                                                 | 1.000.000 |
| Frankreich (SNEP)            | 2× Gold                                                                | (200.000) |
| Kanada (MC)                  | Platin                                                                 | 100.000   |
| Niederlande (NVPI)           | 2× Platin                                                              | (160.000) |
| Schweiz (IFPI)               | Gold                                                                   | (25.000)  |
| Vereinigte Staaten (RIAA)    | 8× Platin                                                              | 4.000.000 |
| Vereinigtes Königreich (BPI) | Platin                                                                 | (300.000) |
| Insgesamt                    | 4× Gold · 14× Platin ·                                                 | 5.100.000 |

### TP-2.com
| Land/Region                  | Auszeichnungen für Musikverkäufe (Land/Region, Auszeichnung, Verkäufe) | Verkäufe  |
| ---------------------------- | ---------------------------------------------------------------------- | --------- |
| Belgien (BRMA)               | Gold                                                                   | 25.000    |
| Deutschland (BVMI)           | Gold                                                                   | 150.000   |
| Frankreich (SNEP)            | 2× Gold                                                                | 200.000   |
| Kanada (MC)                  | Platin                                                                 | 100.000   |
| Niederlande (NVPI)           | Gold                                                                   | 40.000    |
| Schweiz (IFPI)               | Gold                                                                   | 20.000    |
| Vereinigte Staaten (RIAA)    | 4× Platin                                                              | 4.000.000 |
| Vereinigtes Königreich (BPI) | Gold                                                                   | 100.000   |
| Insgesamt                    | 7× Gold · 5× Platin ·                                                  | 4.635.000 |

### The Best of Both Worlds
| Land/Region               | Auszeichnungen für Musikverkäufe (Land/Region, Auszeichnung, Verkäufe) | Verkäufe  |
| ------------------------- | ---------------------------------------------------------------------- | --------- |
| Frankreich (SNEP)         | Silber                                                                 | 50.000    |
| Vereinigte Staaten (RIAA) | Platin                                                                 | 1.000.000 |
| Insgesamt                 | 1× Silber · 1× Platin ·                                                | 1.050.000 |

### Chocolate Factory
| Land/Region                  | Auszeichnungen für Musikverkäufe (Land/Region, Auszeichnung, Verkäufe) | Verkäufe  |
| ---------------------------- | ---------------------------------------------------------------------- | --------- |
| Vereinigte Staaten (RIAA)    | 2× Platin                                                              | 2.000.000 |
| Vereinigtes Königreich (BPI) | Gold                                                                   | 100.000   |
| Insgesamt                    | 1× Gold · 2× Platin ·                                                  | 2.100.000 |

### The R. in R&B Collection, Volume 1
| Land/Region                  | Auszeichnungen für Musikverkäufe (Land/Region, Auszeichnung, Verkäufe) | Verkäufe  |
| ---------------------------- | ---------------------------------------------------------------------- | --------- |
| Vereinigte Staaten (RIAA)    | Platin                                                                 | 1.000.000 |
| Vereinigtes Königreich (BPI) | 3× Platin                                                              | 900.000   |
| Insgesamt                    | 4× Platin ·                                                            | 1.900.000 |

### Happy People/U Saved Me
| Land/Region                  | Auszeichnungen für Musikverkäufe (Land/Region, Auszeichnung, Verkäufe) | Verkäufe  |
| ---------------------------- | ---------------------------------------------------------------------- | --------- |
| Vereinigte Staaten (RIAA)    | 3× Platin                                                              | 1.500.000 |
| Vereinigtes Königreich (BPI) | Gold                                                                   | 100.000   |
| Insgesamt                    | 1× Gold · 3× Platin ·                                                  | 1.600.000 |

### Unfinished Business
| Land/Region               | Auszeichnungen für Musikverkäufe (Land/Region, Auszeichnung, Verkäufe) | Verkäufe  |
| ------------------------- | ---------------------------------------------------------------------- | --------- |
| Vereinigte Staaten (RIAA) | Platin                                                                 | 1.000.000 |
| Insgesamt                 | 1× Platin ·                                                            | 1.000.000 |

### TP-3: Reloaded
| Land/Region                  | Auszeichnungen für Musikverkäufe (Land/Region, Auszeichnung, Verkäufe) | Verkäufe  |
| ---------------------------- | ---------------------------------------------------------------------- | --------- |
| Vereinigte Staaten (RIAA)    | Platin                                                                 | 1.000.000 |
| Vereinigtes Königreich (BPI) | Silber                                                                 | 60.000    |
| Insgesamt                    | 1× Silber · 1× Platin ·                                                | 1.060.000 |

### Double Up
| Land/Region               | Auszeichnungen für Musikverkäufe (Land/Region, Auszeichnung, Verkäufe) | Verkäufe  |
| ------------------------- | ---------------------------------------------------------------------- | --------- |
| Vereinigte Staaten (RIAA) | Platin                                                                 | 1.000.000 |
| Insgesamt                 | 1× Platin ·                                                            | 1.000.000 |

### Love Letter
| Land/Region               | Auszeichnungen für Musikverkäufe (Land/Region, Auszeichnung, Verkäufe) | Verkäufe |
| ------------------------- | ---------------------------------------------------------------------- | -------- |
| Vereinigte Staaten (RIAA) | Gold                                                                   | 500.000  |
| Insgesamt                 | 1× Gold ·                                                              | 500.000  |

### The World’s Greatest
| Land/Region                  | Auszeichnungen für Musikverkäufe (Land/Region, Auszeichnung, Verkäufe) | Verkäufe |
| ---------------------------- | ---------------------------------------------------------------------- | -------- |
| Neuseeland (RMNZ)            | Platin                                                                 | 15.000   |
| Vereinigtes Königreich (BPI) | Gold                                                                   | 100.000  |
| Insgesamt                    | 1× Gold · 1× Platin ·                                                  | 115.000  |

### Black Panties
| Land/Region               | Auszeichnungen für Musikverkäufe (Land/Region, Auszeichnung, Verkäufe) | Verkäufe |
| ------------------------- | ---------------------------------------------------------------------- | -------- |
| Vereinigte Staaten (RIAA) | Gold                                                                   | 500.000  |
| Insgesamt                 | 1× Gold ·                                                              | 500.000  |

### The Essential R. Kelly
| Land/Region                  | Auszeichnungen für Musikverkäufe (Land/Region, Auszeichnung, Verkäufe) | Verkäufe |
| ---------------------------- | ---------------------------------------------------------------------- | -------- |
| Neuseeland (RMNZ)            | Gold                                                                   | 7.500    |
| Vereinigtes Königreich (BPI) | Gold                                                                   | 100.000  |
| Insgesamt                    | 2× Gold ·                                                              | 107.500  |

## Auszeichnungen nach Singles

### She’s Got That Vibe
| Land/Region                  | Auszeichnungen für Musikverkäufe (Land/Region, Auszeichnung, Verkäufe) | Verkäufe |
| ---------------------------- | ---------------------------------------------------------------------- | -------- |
| Vereinigtes Königreich (BPI) | Silber                                                                 | 200.000  |
| Insgesamt                    | 1× Silber ·                                                            | 200.000  |

### Sex Me (Parts I & II)
| Land/Region               | Auszeichnungen für Musikverkäufe (Land/Region, Auszeichnung, Verkäufe) | Verkäufe |
| ------------------------- | ---------------------------------------------------------------------- | -------- |
| Vereinigte Staaten (RIAA) | Gold                                                                   | 500.000  |
| Insgesamt                 | 1× Gold ·                                                              | 500.000  |

### Bump n’ Grind
| Land/Region                  | Auszeichnungen für Musikverkäufe (Land/Region, Auszeichnung, Verkäufe) | Verkäufe  |
| ---------------------------- | ---------------------------------------------------------------------- | --------- |
| Neuseeland (RMNZ)            | Gold                                                                   | 15.000    |
| Vereinigte Staaten (RIAA)    | Platin · + Gold (Mastertone)                                           | 1.500.000 |
| Vereinigtes Königreich (BPI) | Platin                                                                 | 600.000   |
| Insgesamt                    | 2× Gold · 2× Platin ·                                                  | 2.115.000 |

### Your Body’s Callin’
| Land/Region               | Auszeichnungen für Musikverkäufe (Land/Region, Auszeichnung, Verkäufe) | Verkäufe |
| ------------------------- | ---------------------------------------------------------------------- | -------- |
| Vereinigte Staaten (RIAA) | Gold                                                                   | 500.000  |
| Insgesamt                 | 1× Gold ·                                                              | 500.000  |

### You Remind Me of Something
| Land/Region               | Auszeichnungen für Musikverkäufe (Land/Region, Auszeichnung, Verkäufe) | Verkäufe  |
| ------------------------- | ---------------------------------------------------------------------- | --------- |
| Vereinigte Staaten (RIAA) | Platin                                                                 | 1.000.000 |
| Insgesamt                 | 1× Platin ·                                                            | 1.000.000 |

### Down Low (Nobody Has to Know)
| Land/Region               | Auszeichnungen für Musikverkäufe (Land/Region, Auszeichnung, Verkäufe) | Verkäufe  |
| ------------------------- | ---------------------------------------------------------------------- | --------- |
| Vereinigte Staaten (RIAA) | Platin                                                                 | 1.000.000 |
| Insgesamt                 | 1× Platin ·                                                            | 1.000.000 |

### I Can’t Sleep Baby (If I)
| Land/Region               | Auszeichnungen für Musikverkäufe (Land/Region, Auszeichnung, Verkäufe) | Verkäufe  |
| ------------------------- | ---------------------------------------------------------------------- | --------- |
| Vereinigte Staaten (RIAA) | Platin                                                                 | 1.000.000 |
| Insgesamt                 | 1× Platin ·                                                            | 1.000.000 |

### I Believe I Can Fly
| Land/Region                  | Auszeichnungen für Musikverkäufe (Land/Region, Auszeichnung, Verkäufe) | Verkäufe  |
| ---------------------------- | ---------------------------------------------------------------------- | --------- |
| Belgien (BRMA)               | Gold                                                                   | 25.000    |
| Deutschland (BVMI)           | Gold                                                                   | 250.000   |
| Frankreich (SNEP)            | Silber                                                                 | 125.000   |
| Neuseeland (RMNZ)            | Gold                                                                   | 5.000     |
| Niederlande (NVPI)           | Gold                                                                   | 50.000    |
| Norwegen (IFPI)              | Gold                                                                   | 10.000    |
| Österreich (IFPI)            | Gold                                                                   | 25.000    |
| Schweiz (IFPI)               | Gold                                                                   | 25.000    |
| Vereinigte Staaten (RIAA)    | Platin                                                                 | 1.000.000 |
| Vereinigtes Königreich (BPI) | Platin                                                                 | 600.000   |
| Insgesamt                    | 1× Silber · 7× Gold · 2× Platin ·                                      | 2.115.000 |

### Gotham City
| Land/Region               | Auszeichnungen für Musikverkäufe (Land/Region, Auszeichnung, Verkäufe) | Verkäufe |
| ------------------------- | ---------------------------------------------------------------------- | -------- |
| Deutschland (BVMI)        | Gold                                                                   | 250.000  |
| Vereinigte Staaten (RIAA) | Gold                                                                   | 500.000  |
| Insgesamt                 | 2× Gold ·                                                              | 750.000  |

### I’m Your Angel
| Land/Region                  | Auszeichnungen für Musikverkäufe (Land/Region, Auszeichnung, Verkäufe) | Verkäufe  |
| ---------------------------- | ---------------------------------------------------------------------- | --------- |
| Australien (ARIA)            | Gold                                                                   | 35.000    |
| Vereinigte Staaten (RIAA)    | Platin                                                                 | 1.000.000 |
| Vereinigtes Königreich (BPI) | Silber                                                                 | 200.000   |
| Insgesamt                    | 1× Silber · 1× Gold · 1× Platin ·                                      | 1.235.000 |

### If I Could Turn Back the Hands of Time
| Land/Region                  | Auszeichnungen für Musikverkäufe (Land/Region, Auszeichnung, Verkäufe) | Verkäufe  |
| ---------------------------- | ---------------------------------------------------------------------- | --------- |
| Belgien (BRMA)               | 3× Platin                                                              | 150.000   |
| Deutschland (BVMI)           | Platin                                                                 | 500.000   |
| Frankreich (SNEP)            | Gold                                                                   | 250.000   |
| Niederlande (NVPI)           | Platin                                                                 | 75.000    |
| Österreich (IFPI)            | Gold                                                                   | 25.000    |
| Schweden (IFPI)              | Platin                                                                 | 30.000    |
| Schweiz (IFPI)               | Gold                                                                   | 25.000    |
| Vereinigte Staaten (RIAA)    | Gold                                                                   | 500.000   |
| Vereinigtes Königreich (BPI) | Platin                                                                 | 600.000   |
| Insgesamt                    | 4× Gold · 7× Platin ·                                                  | 2.155.000 |

### Satisfy You
| Land/Region               | Auszeichnungen für Musikverkäufe (Land/Region, Auszeichnung, Verkäufe) | Verkäufe |
| ------------------------- | ---------------------------------------------------------------------- | -------- |
| Belgien (BRMA)            | Gold                                                                   | 25.000   |
| Deutschland (BVMI)        | Gold                                                                   | 250.000  |
| Vereinigte Staaten (RIAA) | Gold                                                                   | 500.000  |
| Insgesamt                 | 3× Gold ·                                                              | 775.000  |

### The World’s Greatest
| Land/Region                  | Auszeichnungen für Musikverkäufe (Land/Region, Auszeichnung, Verkäufe) | Verkäufe |
| ---------------------------- | ---------------------------------------------------------------------- | -------- |
| Deutschland (BVMI)           | Gold                                                                   | 250.000  |
| Neuseeland (RMNZ)            | Gold                                                                   | 7.500    |
| Schweden (IFPI)              | Gold                                                                   | 15.000   |
| Vereinigtes Königreich (BPI) | Platin                                                                 | 600.000  |
| Insgesamt                    | 3× Gold · 1× Platin ·                                                  | 872.500  |

### Ignition (Remix)
| Land/Region                  | Auszeichnungen für Musikverkäufe (Land/Region, Auszeichnung, Verkäufe) | Verkäufe  |
| ---------------------------- | ---------------------------------------------------------------------- | --------- |
| Australien (ARIA)            | Platin                                                                 | 70.000    |
| Dänemark (IFPI)              | Gold                                                                   | 45.000    |
| Neuseeland (RMNZ)            | 4× Platin                                                              | 120.000   |
| Vereinigtes Königreich (BPI) | 3× Platin                                                              | 1.800.000 |
| Insgesamt                    | 1× Gold · 8× Platin ·                                                  | 2.035.000 |

### Hotel
| Land/Region                  | Auszeichnungen für Musikverkäufe (Land/Region, Auszeichnung, Verkäufe) | Verkäufe |
| ---------------------------- | ---------------------------------------------------------------------- | -------- |
| Vereinigtes Königreich (BPI) | Silber                                                                 | 200.000  |
| Insgesamt                    | 1× Silber ·                                                            | 200.000  |

### Wonderful
| Land/Region                  | Auszeichnungen für Musikverkäufe (Land/Region, Auszeichnung, Verkäufe) | Verkäufe |
| ---------------------------- | ---------------------------------------------------------------------- | -------- |
| Australien (ARIA)            | Gold                                                                   | 35.000   |
| Brasilien (PMB)              | 2× Platin                                                              | 120.000  |
| Vereinigte Staaten (RIAA)    | Gold                                                                   | 500.000  |
| Vereinigtes Königreich (BPI) | Silber                                                                 | 200.000  |
| Insgesamt                    | 1× Silber · 2× Gold · 2× Platin ·                                      | 855.000  |

### That’s That Shit
| Land/Region     | Auszeichnungen für Musikverkäufe (Land/Region, Auszeichnung, Verkäufe) | Verkäufe |
| --------------- | ---------------------------------------------------------------------- | -------- |
| Brasilien (PMB) | Gold                                                                   | 30.000   |
| Insgesamt       | 1× Gold ·                                                              | 30.000   |

### Go Getta
| Land/Region               | Auszeichnungen für Musikverkäufe (Land/Region, Auszeichnung, Verkäufe) | Verkäufe  |
| ------------------------- | ---------------------------------------------------------------------- | --------- |
| Vereinigte Staaten (RIAA) | Gold (Single) · + Platin (Mastertone)                                  | 1.500.000 |
| Insgesamt                 | 1× Gold · 1× Platin ·                                                  | 1.500.000 |

### I’m a Flirt (Remix)
| Land/Region               | Auszeichnungen für Musikverkäufe (Land/Region, Auszeichnung, Verkäufe) | Verkäufe  |
| ------------------------- | ---------------------------------------------------------------------- | --------- |
| Neuseeland (RMNZ)         | Platin                                                                 | 30.000    |
| Vereinigte Staaten (RIAA) | Platin (Mastertone)                                                    | 1.000.000 |
| Insgesamt                 | 2× Platin ·                                                            | 1.030.000 |

### Same Girl
| Land/Region                  | Auszeichnungen für Musikverkäufe (Land/Region, Auszeichnung, Verkäufe) | Verkäufe |
| ---------------------------- | ---------------------------------------------------------------------- | -------- |
| Australien (ARIA)            | Gold                                                                   | 35.000   |
| Neuseeland (RMNZ)            | Platin                                                                 | 30.000   |
| Vereinigtes Königreich (BPI) | Silber                                                                 | 200.000  |
| Insgesamt                    | 1× Silber · 1× Gold · 1× Platin ·                                      | 265.000  |

### Do What U Want
| Land/Region                  | Auszeichnungen für Musikverkäufe (Land/Region, Auszeichnung, Verkäufe) | Verkäufe  |
| ---------------------------- | ---------------------------------------------------------------------- | --------- |
| Australien (ARIA)            | Platin                                                                 | 70.000    |
| Brasilien (PMB)              | Platin                                                                 | 60.000    |
| Deutschland (BVMI)           | Gold                                                                   | 150.000   |
| Italien (FIMI)               | Platin                                                                 | 30.000    |
| Kanada (MC)                  | Gold                                                                   | 40.000    |
| Mexiko (AMPROFON)            | Gold                                                                   | 30.000    |
| Neuseeland (RMNZ)            | Gold                                                                   | 7.500     |
| Norwegen (IFPI)              | Gold                                                                   | 30.000    |
| Schweden (IFPI)              | Platin                                                                 | 40.000    |
| Südkorea (KMCA)              | —                                                                      | 20.309    |
| Vereinigte Staaten (RIAA)    | Platin                                                                 | 1.300.000 |
| Vereinigtes Königreich (BPI) | Gold                                                                   | 400.000   |
| Insgesamt                    | 6× Gold · 5× Platin ·                                                  | 4.182.809 |

### Bump n’ Grind 2014
| Land/Region                  | Auszeichnungen für Musikverkäufe (Land/Region, Auszeichnung, Verkäufe) | Verkäufe |
| ---------------------------- | ---------------------------------------------------------------------- | -------- |
| Vereinigtes Königreich (BPI) | Gold                                                                   | 400.000  |
| Insgesamt                    | 1× Gold ·                                                              | 400.000  |

### Back to Sleep
| Land/Region                  | Auszeichnungen für Musikverkäufe (Land/Region, Auszeichnung, Verkäufe) | Verkäufe  |
| ---------------------------- | ---------------------------------------------------------------------- | --------- |
| Australien (ARIA)            | Platin                                                                 | 70.000    |
| Dänemark (IFPI)              | Gold                                                                   | 45.000    |
| Neuseeland (RMNZ)            | Gold                                                                   | 7.500     |
| Vereinigte Staaten (RIAA)    | 4× Platin                                                              | 4.000.000 |
| Vereinigtes Königreich (BPI) | Gold                                                                   | 400.000   |
| Insgesamt                    | 3× Gold · 5× Platin ·                                                  | 4.522.500 |

## Auszeichnungen nach Liedern

### Love Letter
| Land/Region     | Auszeichnungen für Musikverkäufe (Land/Region, Auszeichnung, Verkäufe) | Verkäufe |
| --------------- | ---------------------------------------------------------------------- | -------- |
| Südkorea (KMCA) | —                                                                      | 125.868  |
| Insgesamt       | —                                                                      | 125.868  |

### Juicy Booty
| Land/Region               | Auszeichnungen für Musikverkäufe (Land/Region, Auszeichnung, Verkäufe) | Verkäufe |
| ------------------------- | ---------------------------------------------------------------------- | -------- |
| Vereinigte Staaten (RIAA) | Gold                                                                   | 500.000  |
| Insgesamt                 | 1× Gold ·                                                              | 500.000  |

## Auszeichnungen nach Autorenbeteiligungen und Produktionen

### You Are Not Alone(Michael Jackson)
| Land/Region                  | Auszeichnungen für Musikverkäufe (Land/Region, Auszeichnung, Verkäufe) | Verkäufe    |
| ---------------------------- | ---------------------------------------------------------------------- | ----------- |
| Australien (ARIA)            | Platin                                                                 | 70.000      |
| Belgien (BRMA)               | Gold                                                                   | 25.000      |
| Deutschland (BVMI)           | Gold                                                                   | 250.000     |
| Europa (IFPI)                | Platin                                                                 | (1.000.000) |
| Frankreich (SNEP)            | Gold                                                                   | 250.000     |
| Kanada (MC)                  | Platin                                                                 | 80.000      |
| Neuseeland (RMNZ)            | Gold                                                                   | 5.000       |
| Österreich (IFPI)            | Gold                                                                   | 25.000      |
| Schweiz (IFPI)               | Gold                                                                   | 25.000      |
| Vereinigte Staaten (RIAA)    | Platin                                                                 | 1.000.000   |
| Vereinigtes Königreich (BPI) | Platin                                                                 | 600.000     |
| Insgesamt                    | 6× Gold · 5× Platin ·                                                  | 2.330.000   |

### Touchin’, Lovin’ (Trey Songz)
| Land/Region                  | Auszeichnungen für Musikverkäufe (Land/Region, Auszeichnung, Verkäufe) | Verkäufe  |
| ---------------------------- | ---------------------------------------------------------------------- | --------- |
| Vereinigte Staaten (RIAA)    | Platin                                                                 | 1.000.000 |
| Vereinigtes Königreich (BPI) | Silber                                                                 | 200.000   |
| Insgesamt                    | 1× Silber · 1× Platin ·                                                | 1.200.000 |

### Let ’Em Know (Bryson Tiller)
| Land/Region               | Auszeichnungen für Musikverkäufe (Land/Region, Auszeichnung, Verkäufe) | Verkäufe  |
| ------------------------- | ---------------------------------------------------------------------- | --------- |
| Vereinigte Staaten (RIAA) | Platin                                                                 | 1.000.000 |
| Insgesamt                 | 1× Platin ·                                                            | 1.000.000 |

## Auszeichnungen nach Musikstreamings

### Do What U Want
| Land/Region     | Auszeichnungen für Musikverkäufe (Land/Region, Auszeichnung, Verkäufe) | Verkäufe  |
| --------------- | ---------------------------------------------------------------------- | --------- |
| Dänemark (IFPI) | Platin                                                                 | 2.600.000 |
| Insgesamt       | 1× Platin ·                                                            | 2.600.000 |

## Auszeichnungen nach Videoalben

### The R. in R&B – The Video Collection
| Land/Region               | Auszeichnungen für Musikverkäufe (Land/Region, Auszeichnung, Verkäufe) | Verkäufe |
| ------------------------- | ---------------------------------------------------------------------- | -------- |
| Vereinigte Staaten (RIAA) | Platin                                                                 | 100.000  |
| Insgesamt                 | 1× Platin ·                                                            | 100.000  |

### Trapped in the Closet Chapters 1–12
| Land/Region               | Auszeichnungen für Musikverkäufe (Land/Region, Auszeichnung, Verkäufe) | Verkäufe |
| ------------------------- | ---------------------------------------------------------------------- | -------- |
| Vereinigte Staaten (RIAA) | 2× Platin                                                              | 200.000  |
| Insgesamt                 | 2× Platin ·                                                            | 200.000  |

### Trapped in the Closet Chapters 13–22
| Land/Region               | Auszeichnungen für Musikverkäufe (Land/Region, Auszeichnung, Verkäufe) | Verkäufe |
| ------------------------- | ---------------------------------------------------------------------- | -------- |
| Vereinigte Staaten (RIAA) | Platin                                                                 | 100.000  |
| Insgesamt                 | 1× Platin ·                                                            | 100.000  |

## Statistik und Quellen
| Land/RegionAuszeichnungen für Musikverkäufe (Land/Region, Auszeichnungen, Verkäufe, Quellen) | Silber     | Gold       | Platin       | Verkäufe    | Quellen                                                     |
| -------------------------------------------------------------------------------------------- | ---------- | ---------- | ------------ | ----------- | ----------------------------------------------------------- |
| Australien (ARIA)                                                                            | —          | 3× Gold3   | 4× Platin4   | 385.000     | aria.com.au                                                 |
| Belgien (BRMA)                                                                               | —          | 4× Gold4   | 4× Platin4   | 300.000     | ultratop.be                                                 |
| Brasilien (PMB)                                                                              | —          | Gold1      | 3× Platin3   | 210.000     | pro-musicabr.org.br BR2                                     |
| Dänemark (IFPI)                                                                              | —          | 2× Gold2   | Platin1      | 90.000      | ifpi.dk                                                     |
| Deutschland (BVMI)                                                                           | —          | 8× Gold8   | Platin1      | 2.300.000   | musikindustrie.de                                           |
| Europa (IFPI)                                                                                | —          | —          | 2× Platin2   | (2.000.000) | ifpi.org (Memento vom 10. Oktober 2013 im Internet Archive) |
| Frankreich (SNEP)                                                                            | 2× Silber2 | 6× Gold6   | —            | 1.075.000   | infodisc.fr                                                 |
| Italien (FIMI)                                                                               | —          | —          | Platin1      | 30.000      | fimi.it                                                     |
| Kanada (MC)                                                                                  | —          | 3× Gold3   | 3× Platin3   | 420.000     | musiccanada.com                                             |
| Mexiko (AMPROFON)                                                                            | —          | Gold1      | —            | 30.000      | amprofon.com.mx                                             |
| Neuseeland (RMNZ)                                                                            | —          | 7× Gold7   | 7× Platin7   | 250.000     | aotearoamusiccharts.co.nz NZ2 NZ3                           |
| Niederlande (NVPI)                                                                           | —          | 3× Gold3   | 3× Platin3   | 375.000     | nvpi.nl                                                     |
| Norwegen (IFPI)                                                                              | —          | 2× Gold2   | —            | 40.000      | ifpi.no (Memento vom 5. November 2012 im Internet Archive)  |
| Österreich (IFPI)                                                                            | —          | 3× Gold3   | —            | 75.000      | ifpi.at                                                     |
| Schweden (IFPI)                                                                              | —          | Gold1      | 2× Platin2   | 85.000      | sverigetopplistan.se                                        |
| Schweiz (IFPI)                                                                               | —          | 5× Gold5   | —            | 120.000     | hitparade.ch                                                |
| Südkorea (KMCA)                                                                              | —          | —          | —            | 146.177     | Einzelnachweise                                             |
| Vereinigte Staaten (RIAA)                                                                    | —          | 11× Gold11 | 54× Platin54 | 50.700.000  | riaa.com                                                    |
| Vereinigtes Königreich (BPI)                                                                 | 7× Silber7 | 10× Gold10 | 12× Platin12 | 9.160.000   | bpi.co.uk                                                   |
| Insgesamt                                                                                    | 9× Silber9 | 70× Gold70 | 97× Platin97 |             |                                                             |